# Милена+Ревю
Милена + Ревю е първият албум на българската рок певица Милена. Албумът е издаден през 1989 г. с Ревю, като от едната страна на дългосвирещата плоча има песни на Милена, а от другата на Ревю.

## Песни
1. Ала-бала
2. Чичо
3. Цветя от края на 80-те
4. Послание
5. Директор на водопад
6. Шарената сянка
7. Ралица